# Miguel Minhava
Miguel Minhava, é um ex-basquetebolista e treinador português.
Nasceu no dia 5 de Novembro de 1983 em Lisboa. Tem 1.97 metros de altura e jogava na posição de base. Antes de ingressar no Benfica, na época de 2006/2007, jogou no CF Belenenses e na época 2005/2006 foi considerado o melhor jogador português, e fez parte do cinco ideal da Liga Portuguesa de Basquetebol assim como do "cinco" português. Fez a sua formação no FC Barreirense, onde se sagrou várias vezes campeão nacional nos escalões de formação. Fez parte da seleção nacional que participou no EuroBasket 2007 e EuroBasket 2011.
No final da época 2012-2013 pôs fim a uma ligação que durou 7 temporadas com o SL Benfica.
Nas épocas 2014/15 a 2016/17, representou o Galitos do Barreiro, tendo terminado a carreira nesse clube. Na época 2018/19 iniciou a sua carreira como treinador no GDESSA, tendo ido para o Galitos na época 2021/22. Atualmente é treinador dos Sub18 do Sport Lisboa e Benfica.

## Títulos
SL Benfica
- Liga Portuguesa de Basquetebol: 2008-09, 2009-10, 2011-12, 2012-13
- Supertaça Portugal-Angola: 2009-10
- Supertaça de Portugal: 2009-10, 2011-12
- Taça da Liga/Taça Hugo dos Santos: 2010-11